# Cassero Senese (Massa Marittima)
Pour les articles homonymes, voir Cassero Senese.
Le Donjon siennois (en italien : Cassero Senese) est une structure fortifiée située dans la partiesupérieure du centre historique de Massa Marittima, dans la province de Grosseto en Toscane,.

## Histoire
La fortification a été construite à plusieurs reprises entre les XIIIe et XIVe siècles. Les travaux ont commencé en 1228, par résolution de la municipalité de Massa Marittima, avec la construction de la Torre dell'Orologio et se sont poursuivis, au cours du siècle suivant, avec la construction de la Porta delle Silici et du complexe fortifié restant.
L'endroit a pris une importance stratégique, après que le château de Monteregio a été vendu à des familles locales ; en fait, l'ensemble de la structure remplissait des fonctions de visée mais aussi de défense et d'attaque.
Cependant, à partir du XVe siècle, Massa Marittima subit une très grave crise démographique, qui dura quelques siècles jusqu'au XIXe siècle. Tout cela a conduit à un lent déclin de l'ensemble fortifié qui, en certains points, montre encore les signes d'une très longue décadence, malgré les restaurations effectuées au cours du siècle dernier qui ont en tout cas permis de remettre l'ensemble de l'ouvrage à son état primitif.

## Description
Le Cassero Senese ressemble à une structure fortifiée complexe et articulée, composée d'une série de corps et de murailles-courtines couronnés par des arcs  aveugles qui reposent sur une série de clés de voûte ; des remparts et des tours sont également inclus le long des courtines.
Le complexe est directement relié par un arc imposant à la Torre del Candeliere et à la Porta delle Silici, toutes deux intégrées au complexe.

## Galerie

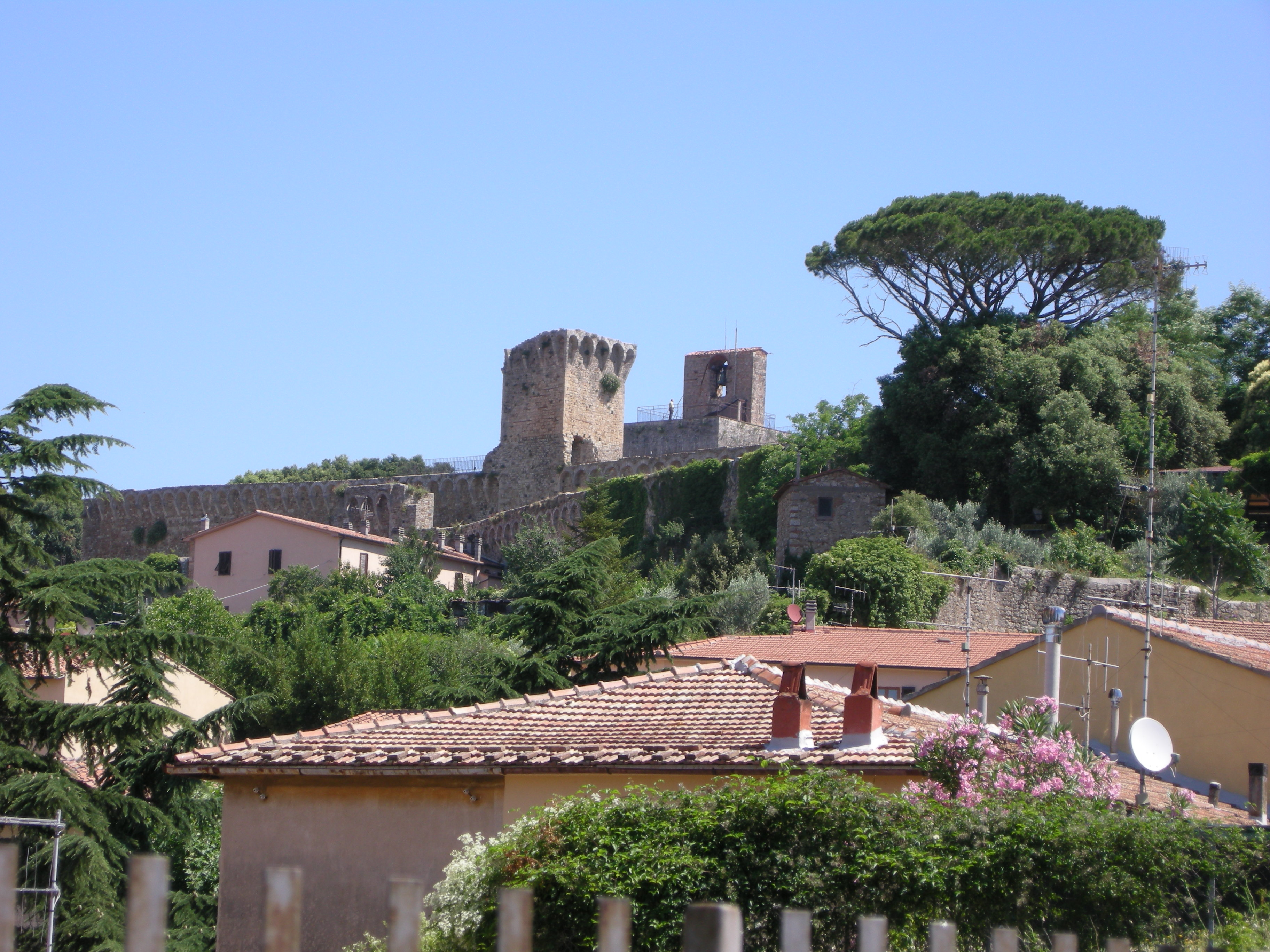
Panorama sur Cassero Senese
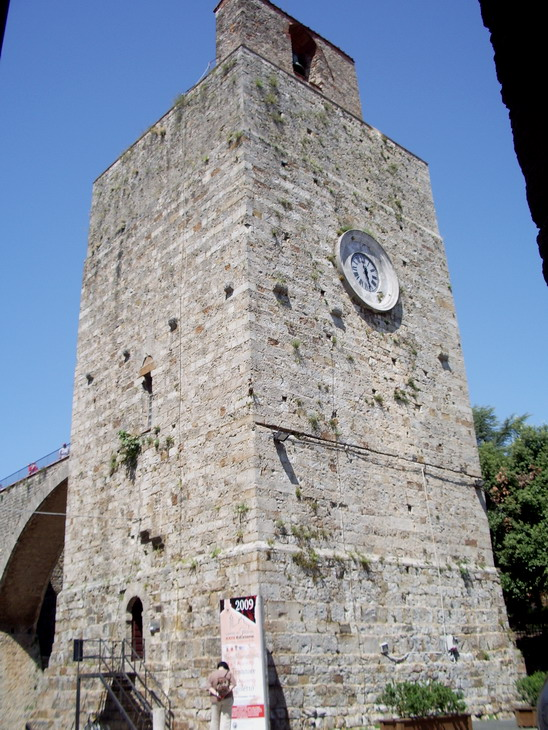
Torre del Candeliere
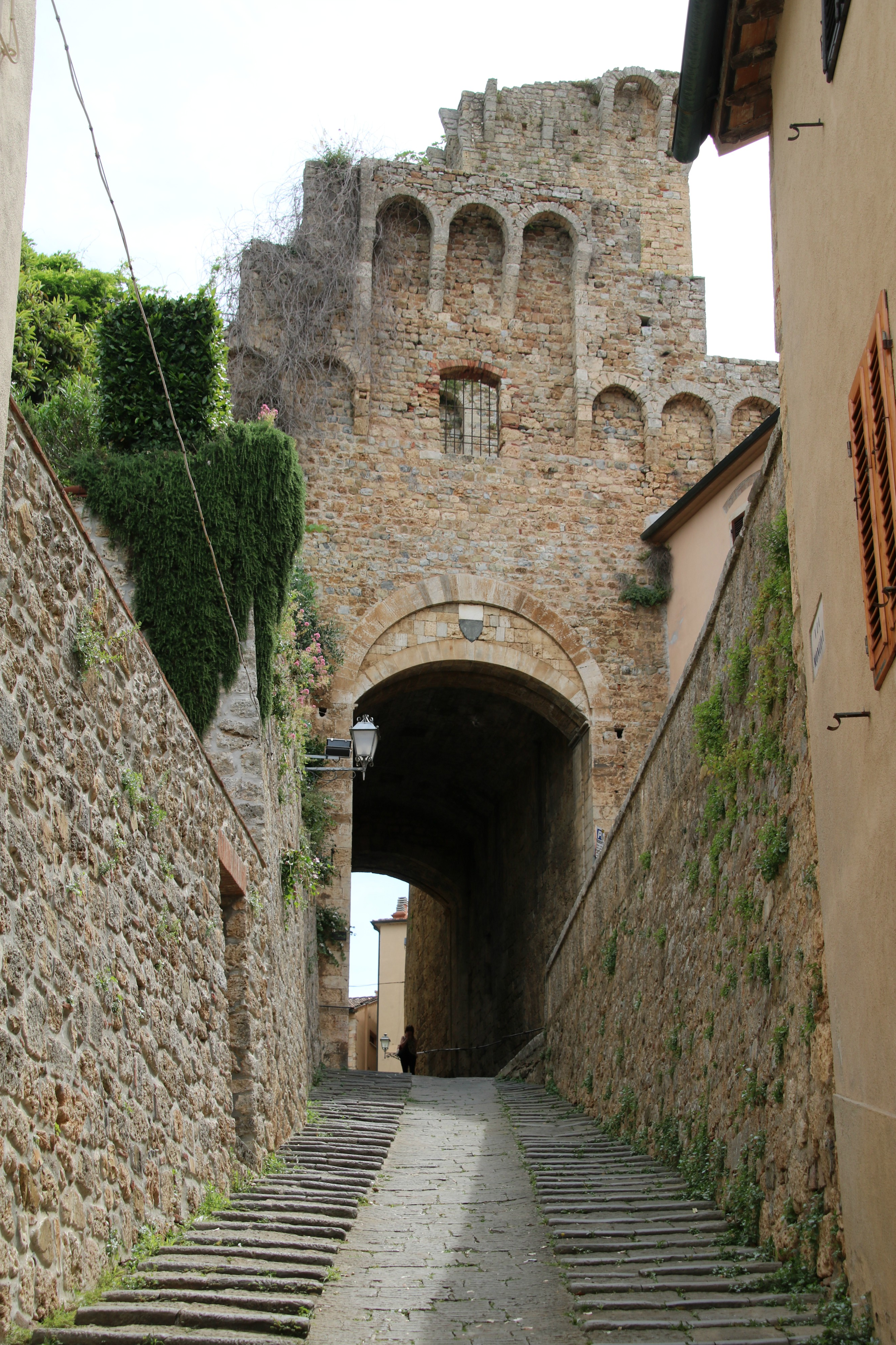
Porta delle Silici